# Beginning of the Endless
『Beginning of the Endless』（ビギニング・オブ・ザ・エンドレス）は、2003年9月24日にUNIVERSAL J (Universal Music) から発売された、EAST ENDにとって11年振り、再結成後では初のスタジオ・アルバムである。

## 概要
EAST ENDが所属するFUNKY GRAMMAR UNITのメンバーや、CRAZY-A、童子-Tなど多くのラッパーが参加した作品。最初は音楽的に違うジャンルの歌手にオファーする予定だったが、この人たちとやりたい、という感じでオファーした結果、EAST END近辺のラッパーばかりになったという。
アルバムタイトルの意味は「終わりなき活動の始まり」。YOGGYは「今回はあくまでも名刺代わり」と話している。

## 収録曲
1. 韻とLAW feat. CRAZY-A [2:39]
作詞：CRAZY-A / 作曲：EAST END
  - 客演にCRAZY-Aが参加。
2. 試みの地平線 [3:35]
作詞・作曲：EAST END
3. 返事 feat. CUEZERO, CHANNEL [4:08]
作詞：Cuezero, Channel, EAST END / 作曲：EAST END
  - 客演にCUEZEROとCHANNELが参加。
4. Life is beautiful  [4:47]
作詞・作曲：Bill Curtis, Richard Cornwell
  - The Fatback Bandが1975年にリリースした「Gotta Learn How To Dance」をサンプリングしている。
5. FGスポット feat. KICK THE CAN CREW [3:38]
作詞：LITTLE, KREVA, MCU, EAST END / 作曲：EAST END
  - 客演にKICK THE CAN CREWが参加。夕方16時にスタジオ入りし、タイトル・歌詞・録音を勢いで作り、翌日の朝3・4時には完成していたという。このようなレコーディングはKICK側の提案であり、GAKU-MCは「それ大丈夫!?みたいなね。でも面白かったし、KICKとのセッションは一番刺激的だった」と話している[1]。
6. 4WD [4:01]
作詞・作曲：EAST END
  - 2003年8月27日にリリースしたシングル「ココロエ」収録曲。
7. ガクエムSea [4:26]
作詞・作曲：EAST END
8. Chillin' with ROCK-Tee [1:58]
作曲：EAST END
9. 勝利の三本線 feat. MELLOW YELLOW [4:19]
作詞：KOHEI, KIN, EAST END / 作曲：EAST END
  - 客演にMELLOW YELLOWが参加。
10. チョコレートシティ feat. RHYMESTER [4:31]
作詞：Mummy-D, 宇多丸, EAST END / 作曲：EAST END
  - 客演にRHYMESTERが参加。
11. 起死回生 [4:08]
作詞・作曲：EAST END
12. No Future feat. RIP SLYME [5:30]
作詞：RYO-Z, ILMARI, SU, PES, EAST END / 作曲：EAST END
  - 客演にRIP SLYMEが参加。
13. DJ大会 feat. F. G. DJ ALL STARS [4:50]
作詞・作曲：EAST END
14. あと一本で幸せ [3:50]
作詞・作曲：EAST END
15. 進化論 feat. 童子-T [3:30]
作詞：童子-T, EAST END / 作曲：EAST END
  - 客演に童子-Tが参加。
16. ココロエ〜神宮前35丁目 Ver.〜 [4:23]
作詞・作曲：EAST END
  - 2003年8月27日にシングルとしてリリース。
17. Welcome to YOGGY's ISLAND [2:02]
作曲：EAST END
18. DAYONE [7:45]
作詞・作曲：EAST END
  - デイワンと読む。